# شمسیه، حماة
شمسیه (به عربی: الشمسیة) یک روستا در سوریه است که در ناحیه مرکزی مصیاف واقع شده‌است. شمسیه ۱٬۴۵۲ نفر جمعیت دارد.